# Den nidländska reningen
En äventyrstrilogi till rollspelet Drakar och Demoner som utspelar sig i kampanjvärlden Ereb Altor och främst i det totalitärt styrda Nidland. Konstruktör av trilogin var Johan Sjöberg. Trilogin innehåller följande delar:
- Helvetesfortet
- Melindors återkomst
- Slutstriden